# NGC 6518
NGC 6518 (również PGC 61238) – zwarta galaktyka (C), znajdująca się w gwiazdozbiorze Herkulesa. Odkrył ją Édouard Jean-Marie Stephan 18 czerwca 1884 roku.